# Nemestrinus aegyptiacus
Nemestrinus aegyptiacus är en tvåvingeart som först beskrevs av Christian Rudolph Wilhelm Wiedemann 1828.  Nemestrinus aegyptiacus ingår i släktet Nemestrinus och familjen Nemestrinidae. Inga underarter finns listade i Catalogue of Life.